# Араф
Ара́ф ( араб. الأعراف  «Загорожі») — в ісламській есхатології простір між пеклом ( джаганнам ) і раєм ( джаннат ), доля мешканців якого може змінитися як на краще, так і на гірше. Згадано в сьомій сурі Корану .

## У Корані
Коран, Сура 7. Аль-Араф (Загорожі):
46. Між обома групами буде перепона; а на загорожі — чоловіки, які впізнають тих за їхніми ознаками. І звернуться вони до жителів раю: «Мир вам!» Але вони поки не ввійдуть туди, хоч і бажатимуть цього!
47. А коли їхні погляди зупиняться на людях пекла, то скажуть вони: «Господи наш! Не вміщай нас туди разом із нечестивими людьми!»